# نبرد جعبه واگن
نبرد جعبهٔ واگن در ۲ اوت ۱۸۶۷، در نزدیکی قلعهٔ فیل کرنی و در جریان جنگ «ابر سرخ» رخ داد. گروهی متشکل از ۲۶ سرباز ارتش ایالات متحده و شش غیرنظامی، مورد حملهٔ چند صد جنگجوی لاکوتا سو قرار گرفتند. با اینکه تعدادشان بسیار کمتر بود، اما سربازان به تازگی به تفنگ‌های گلنگدنی اسپرینگفیلد مدل ۱۸۶۶ و تفنگ‌های اهرمی هِنری مجهز شده بودند و با استفاده از دیوار دفاعی‌ای ساخته‌شده از بدنهٔ واگن‌ها، از خود دفاع کردند. آن‌ها توانستند ساعت‌ها در برابر مهاجمان مقاومت کنند و تنها تلفات کمی دادند، هرچند تعداد زیادی از اسب‌ها و قاطرهایشان را از دست دادند که توسط مهاجمان به یغما برده شد.
این نبرد، آخرین درگیری عمده در جنگ «ابر سرخ» بود، هرچند نیروهای لاکوتا و متحدانشان تا مدت‌ها به کاروان‌های مهاجران اروپایی-آمریکایی در مسیر «بوزمن تریل» حمله می‌کردند. امروزه این منطقه به‌عنوان یک مکان تاریخی ایالتی در وایومینگ شناخته می‌شود و با یادبود و پلاکی تاریخی مشخص شده است.

## پیش‌زمینه
در ژوئیه ۱۸۶۷، پس از برگزاری آیین سالانهٔ «رقص خورشید» در اردوگاه‌هایی در کنار رودهای تانگ و رزباد، جنگجویان اوگلالا لاکوتا به رهبری ابر سرخ، به همراه گروه‌هایی از لاکوتا، شای‌اَنهای شمالی و چند نفر از آراپاهوها، تصمیم گرفتند به سربازان مستقر در قلعه‌های «سی.اف. اسمیت» و «فیل کرنی» حمله کنند. این قرار بود نخستین اقدام نظامی عمدهٔ سال ۱۸۶۷ علیه نیروهای دولت ایالات متحده در این منطقه باشد. پیش‌تر، بومیان آمریکا در سال ۱۸۶۶ موفقیت‌هایی به دست آورده بودند، از جمله نبرد فتِرمن.
با این حال، میان لاکوتاها و شای‌اَن توافقی بر سر محل نخستین حمله حاصل نشد، بنابراین نیروهایشان که تعدادشان بین ۳۰۰ تا ۱۰۰۰ نفر تخمین زده می‌شود، به دو گروه بزرگ تقسیم شدند: یک گروه به سوی قلعهٔ سی.اف. اسمیت رفتند و گروهی مشابه، عمدتاً از لاکوتاها (و شاید با حضور ابر سرخ)، به سمت قلعهٔ فیل کرنی حرکت کردند.
در کنار وظیفهٔ حفاظت از مهاجران در مسیر بوزمن تریل، کارهای اصلی ۳۵۰ سرباز و ۱۰۰ غیرنظامی مستقر در قلعهٔ فیل کرنی، جمع‌آوری چوب از جنگل‌های کاج در حدود پنج مایلی قلعه و بریدن علفزار برای دام‌ها بود. این کارها توسط پیمانکاران غیرنظامی انجام می‌شد که معمولاً به تفنگ‌های اسپنسر مجهز بودند و گروه‌هایی از سربازان آن‌ها را همراهی و محافظت می‌کردند. از زمان تأسیس این قلعه یک سال پیش، بومیان بارها به این گروه‌های جمع‌آوری چوب و علوفه حمله کرده بودند، ده‌ها سرباز و غیرنظامی را کشته و صدها دام را برای استفادهٔ خود به غنیمت برده بودند.
سربازان در موقعیت دفاعی قرار داشتند؛ آن‌ها با کمبود اسب و سربازان سواره‌نظام آموزش‌دیده روبه‌رو بودند، و تسلیحات‌شان شامل تفنگ‌های سرپر مدل اسپرینگفیلد ۱۸۶۱ بود که در آن زمان عملاً منسوخ شده بودند. اما اخیراً به آن‌ها تفنگ‌های گلنگدنی داده شده بود که سه برابر سریع‌تر از تفنگ‌های سرپر شلیک می‌کردند و از موقعیت خوابیده هم به‌راحتی قابل بارگذاری بودند.
در مقابل، لاکوتاها و شای‌اَن‌ها تسلیحات ضعیف‌تری داشتند؛ احتمالاً تنها حدود ۲۰۰ سلاح گرم در اختیارشان بود، آن هم با کمتر از دو گلوله برای هر تفنگ. تیر و کمان، سلاح اصلی‌شان بود. این سلاح‌ها در نبردهای کوتاه‌برد و چریکی مؤثر بودند، اما علیه دشمنی که در یک موضع دفاعی مستحکم سنگر گرفته باشد، عملاً ناکارآمد بودند.
برای محافظت در برابر حمله‌های احتمالی در نزدیکی جنگل‌های کاج، پیمانکاران غیرنظامی یک حصار چوبی ساخته بودند. این حصار از ۱۴ بدنهٔ واگن تشکیل می‌شد که از شاسی جدا شده و بر زمین در قالب بیضی‌ای به طول حدود ۱۸ تا ۲۱ متر و عرض ۷٫۶ تا ۹٫۱ متر چیده شده بودند. سربازان و غیرنظامیانی که وظیفهٔ جمع‌آوری چوب را داشتند، در چادرهایی بیرون از این محوطهٔ واگن زندگی می‌کردند، اما در صورت خطر می‌توانستند به داخل آن عقب‌نشینی کنند.
در ۳۱ ژوئیه، کاپیتان جیمز پاول به همراه ۵۱ سرباز قلعه را برای یک مأموریت ۳۰ روزهٔ محافظت از چوب‌بران ترک کرد. تابستان تا آن زمان آرام بود و برخوردهای چندانی با بومیان منطقه رخ نداده بود.

## نبرد

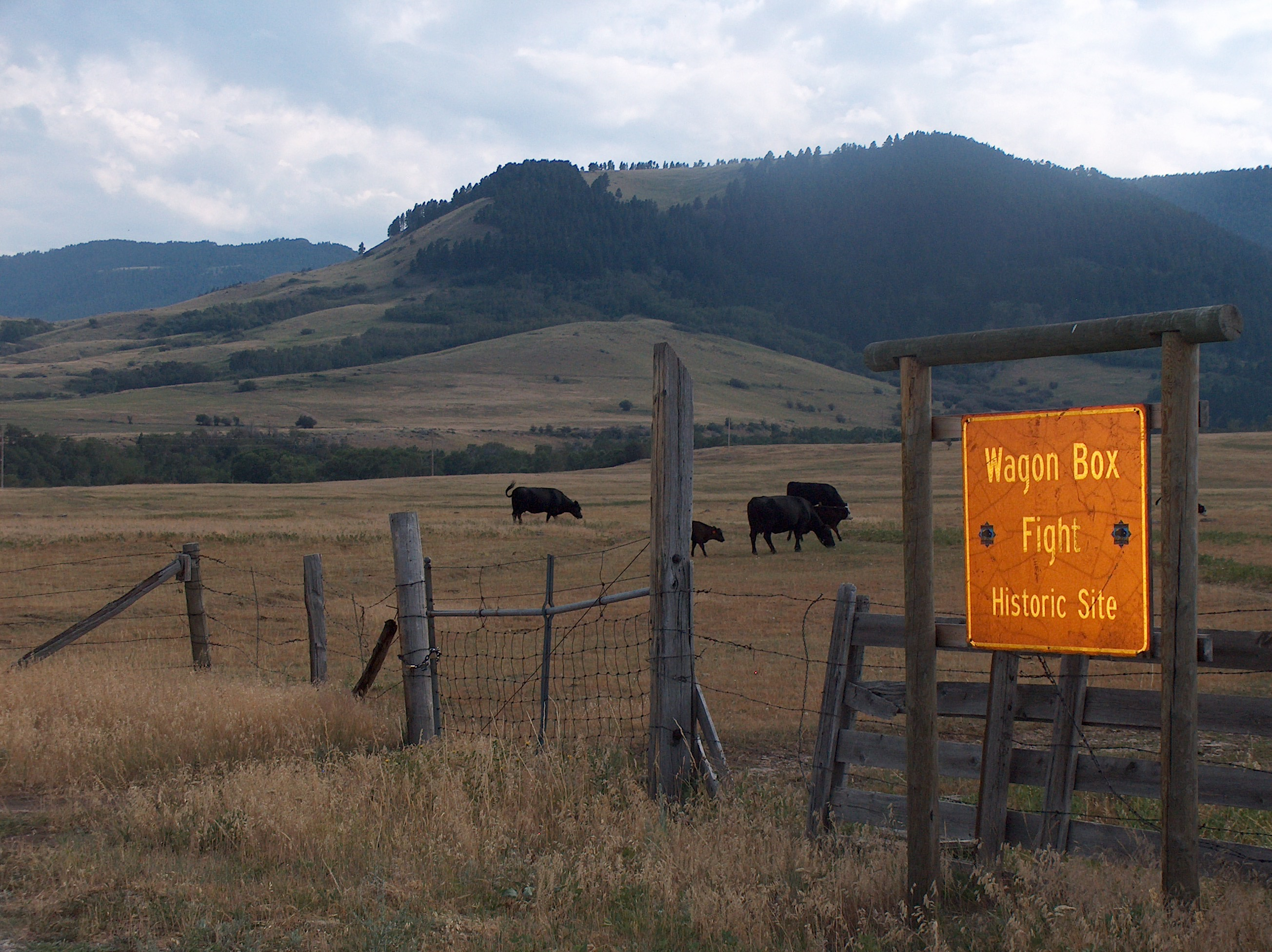
سایت نبرد جعبهٔ واگن، نزدیک فورت فیل کرنی، وایومینگ

در صبح روز دوم اوت ۱۸۶۷، حدود ساعت ۹، حدود ۲۰۰ مرد از اردوگاه چوب‌بران خارج شدند و به‌سوی جنگل‌های کاج در پنج مایلی شمال‌غرب قلعهٔ فیل کرنی رفتند. این گروه شامل ۹۲ غیرنظامی (بیشترشان چوب‌بر)، ۵۱ سرباز تحت فرمان کاپیتان جیمز پاول و ستوان جان جی. جنینگ بود و همراه‌شان ۲۷ گاری و ۱۰۰ گاو وجود داشت.
بومیان در حالی که ابر سرخ را همراه داشتند یا نه، به‌صورت دسته‌جمعی و از نقاط مختلف به گروه چوب‌بران حمله‌ور شدند. مهاجمان با پنهان شدن در علفزارها و پشت تپه‌ها، ابتدا خودشان را نشان ندادند. اما با نزدیک شدن گروه آمریکایی، بومیان ناگهان با فریاد و هیاهو به سمت‌شان یورش بردند. چوب‌بران، گاوها و سربازان همگی به سرعت به سمت دژ واگنی گریختند که از قبل در محل حاضر بود. بسیاری از واگن‌ها از قبل به شکل دیواری چیده شده بودند و سریع آمادهٔ دفاع شدند. گروهی هم که عقب‌تر مانده بودند، بدون محافظت به سمت قلعه بازگشتند.
درون دژ، ۲۶ سرباز، ۶ غیرنظامی و ۲ افسر جا پنهان شدند و بقیهٔ گروه از میدان گریخته یا به دژ نرسیده بودند. حملهٔ گسترده آغاز شد. جنگجویان لاکوتا، شای‌اَن و آراپاهو بارها از هر سو به واگن‌ها هجوم بردند، اما مدافعان، حالا با سلاح‌های گلنگدنی جدید، پیاپی آتش گشودند. آن‌ها از موقعیت استراتژیکی که ارتفاعی نسبی داشت بهره می‌بردند و با آتش دقیق، حملات را یکی پس از دیگری دفع کردند.

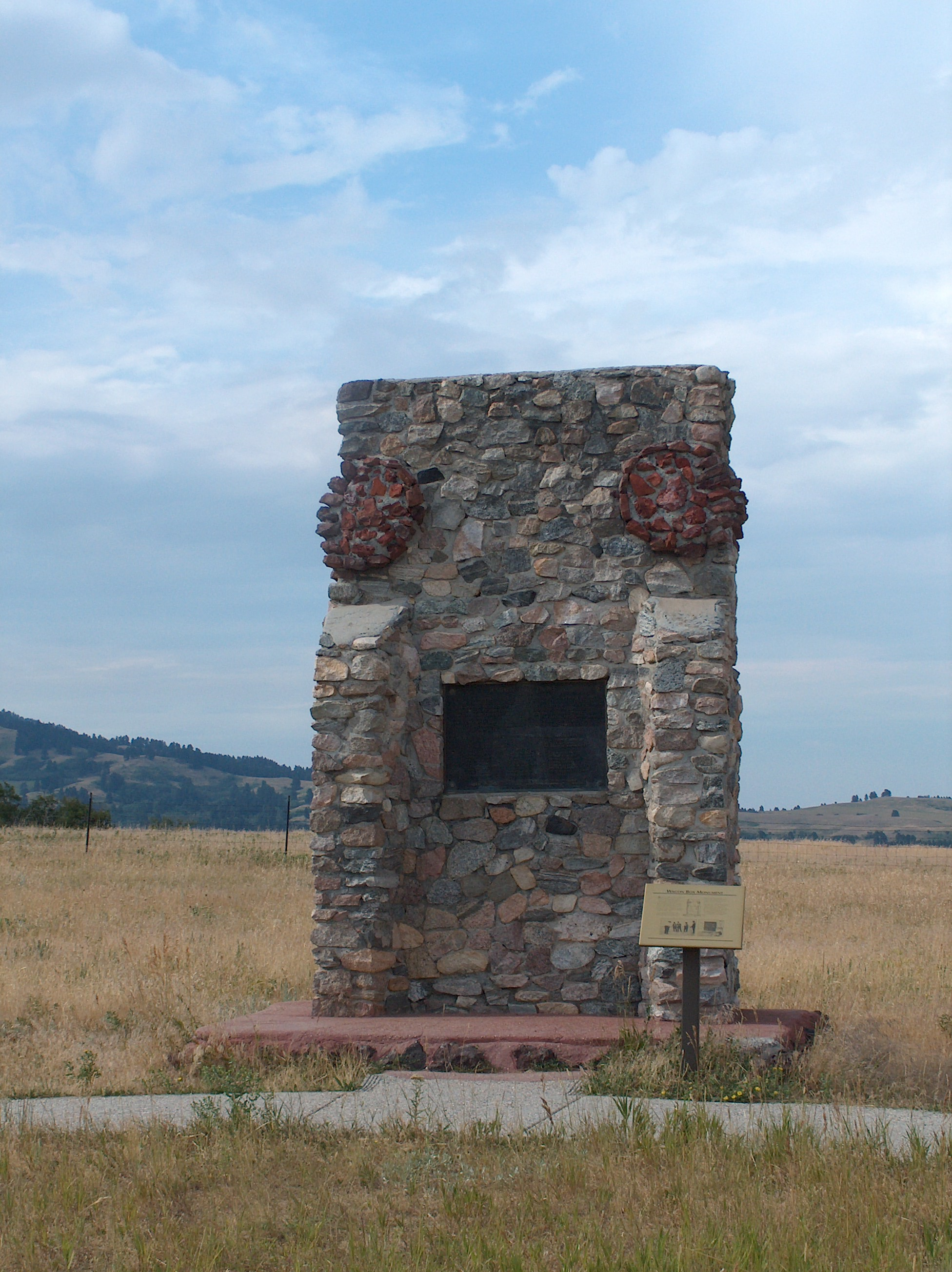
بنای یادبود سنگی در سایت نبرد جعبهٔ واگن، در نزدیکی فورت فیل کرنی، وایومینگ

بر اساس روایت‌ها، بیش از ۱۰۰۰ جنگجو شرکت داشتند. گفته شده که یکی از آن‌ها سعی داشت پرچم آمریکا را از دست مدافعان برباید، اما با گلوله‌ای از پای درآمد. شدت آتش مدافعان، بومیان را واداشت تا به جای حملهٔ مستقیم، به تیراندازی از دور و آتش زدن علفزارها متوسل شوند، ولی باز هم کاری از پیش نبردند.
پس از چهار ساعت نبرد نفس‌گیر، بومیان که با تلفات زیاد روبه‌رو شده بودند، عقب‌نشینی کردند. مدافعان، با وجود تعداد اندک‌شان، توانستند سنگر را حفظ کنند. با این‌که آن روز درگیری‌های کوچک‌تری هم در اطراف رخ داد، اما دژ واگنی پابرجا ماند.

## پیامدها
نبرد دژ واگنی در فرهنگ عامه و ادبیات غرب وحشی، به‌عنوان نمونه‌ای از ایستادگی یک گروه کوچک اما حرفه‌ای و مجهز در برابر نیرویی بسیار بزرگ‌تر ولی ضعیف‌تر از نظر تسلیحات، شهرت یافته است. موفقیت مدافعان اغلب به دلیل استفاده از تفنگ‌های گلنگدنی جدید بود که سرعت شلیک بالاتری داشتند و قابلیت بارگذاری در حالت خوابیده را نیز فراهم می‌کردند.
برآوردها از تلفات جنگجویان لاکوتا و شای‌اَن از دو نفر -که بعید است صحیح باشد- تا ۱۵۰۰ نفر -که آشکارا اغراق‌آمیز است- متفاوت است. کاپیتان پاول ادعا کرد که نیروهایش ۶۰ تن از مهاجمان را کشته‌اند، اما تاریخ‌نگاران این رقم را شدیداً اغراق‌آمیز می‌دانند. تاریخ‌نگاران دروری و کلاوین نیز رقم دولتیِ ۶۰ کشته را احتمالاً اغراق‌شده عنوان کرده‌اند.

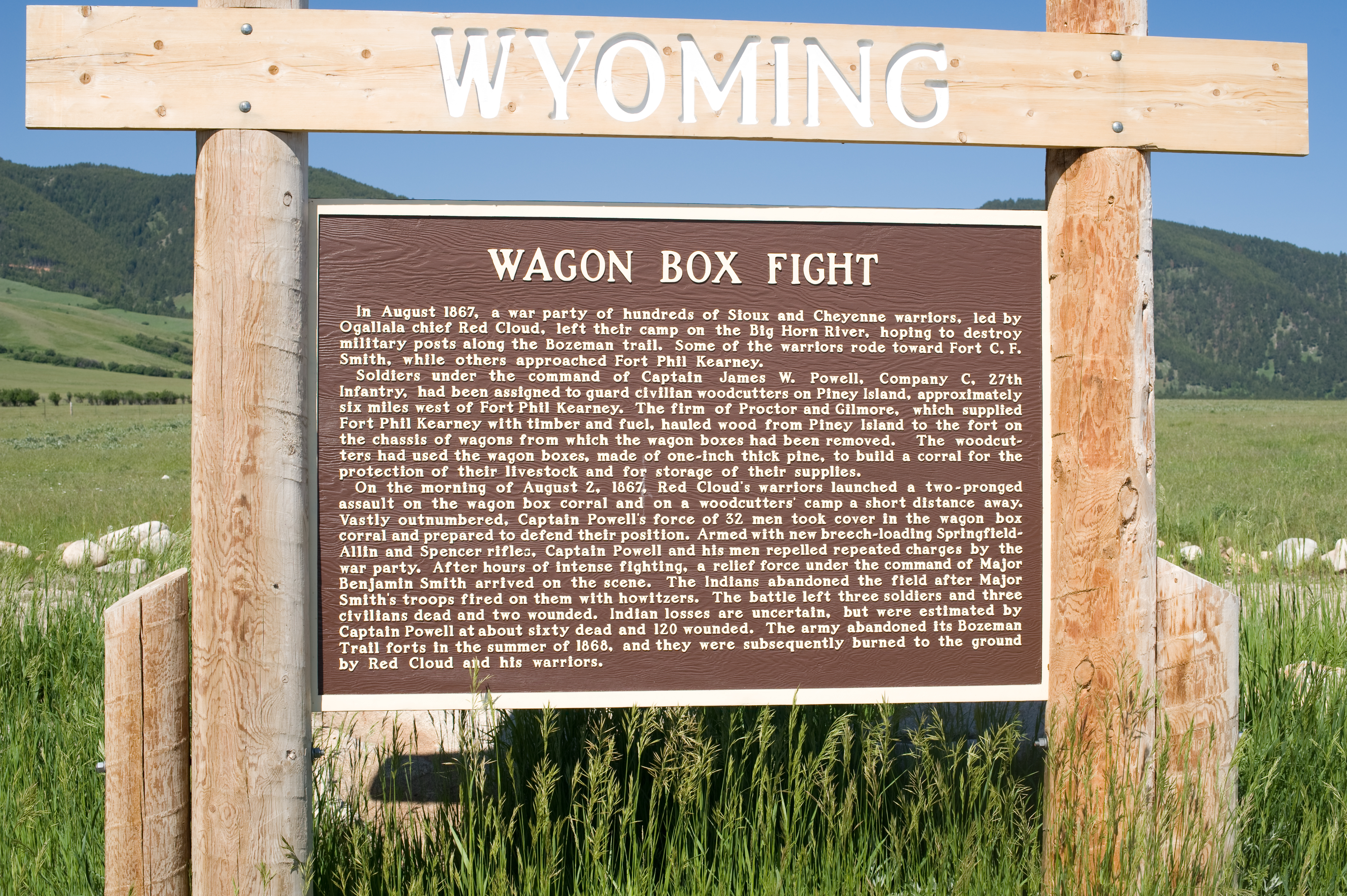
نشانگر تاریخی وایومینگ در سایت جعبهٔ واگن

نبرد دژ واگنی، آخرین درگیری عمدهٔ جنگ ابر سرخ بود. به نظر می‌رسد نتایج این نبرد و همچنین نبرد مشابه «مزرعهٔ علوفه» که یک روز قبل در نزدیکی قلعه سی.اف. اسمیت رخ داده بود، جنگجویان بومی را از انجام حملات گستردهٔ بیشتر علیه نیروهای دولتی دلسرد کرد.
این آخرین حملهٔ بزرگ دیوانه‌وار بود که اسب سرکش علیه سفیدپوستان مستقر در موقعیتی مستحکم رهبری کرد. او دریافته بود که بومیان با کمان و تیر نمی‌توانند سفیدپوستان مجهز به تفنگ‌های گلنگدنی را درون استحکامات شکست دهند.
در ادامهٔ سال ۱۸۶۷، لاکوتا و متحدانشان تمرکزشان را بر حملات کوچک و ضربتی در امتداد مسیر بوزمن گذاشتند.
ایالت وایومینگ این منطقه را به‌عنوان یک مکان تاریخی ایالتی به ثبت رسانده است؛ پلاکی بزرگ در محل، جزئیات نبرد را توضیح می‌دهد.

## در فرهنگ عامه
این نبرد در فیلم وسترن تاماهاوک محصول سال ۱۹۵۱ به تصویر کشیده شده است.

## یادکردها
1. ↑  Olson، James C (۱۹۷۵). Red Cloud and the Sioux Problem. University of Nebraska. صص. pp٫ ۶۳–۶۴. شابک ۹۷۸۰۸۰۳۲۵۸۱۷۴.
2. ↑  Price، Catherine (۱۹۹۶). The Oglala People, 1841–1879: A Political History. Lincoln, Nebraska: University of Nebraska. ص. ۶۴. شابک ۰۸۰۳۲۸۷۵۸۵.
3. ↑  Brown، Dee (۱۹۶۲). The Fetterman Massacre. Lincoln, Nebraska: University of Nebraska. ص. ۲۲۳.
4. 1 2 3  Keenan، Jerry (۱۹۹۰). The Wagon Box Fight. Lightning Tree. ص. ۲۲. شابک ۱۸۸۲۸۱۰۸۷۲.
5. 1 2 3 4  Ambrose، Stephen E (۱۹۹۶). Crazy Horse and Custer: The Parallel Lives of Two American Warriors. New York: Anchor Books. شابک ۱۴۹۷۶۵۹۲۵۶.
6. ↑  and Clavin، Drury (۲۰۱۴). The Heart of Everything That Is. Simon & Schuster. ص. ۲۰۵.